# Morti nel 1658
| Questa pagina contiene informazioni ricavate automaticamente dalle voci biografiche con l'ausilio del template Bio e di un bot. L'aggiornamento è periodico e automatico e ricostruisce completamente la pagina. Se manca una persona in questa lista, sei pregato di non aggiungerla, ma accertati piuttosto che la sua voce biografica contenga il template Bio e che i dati anagrafici siano correttamente compilati. Se il template Bio manca, inseriscilo tu stesso o, in alternativa, metti l'avviso {{tmp\|Bio}} che ne segnala la mancanza. Se i dati riportati sono sbagliati, correggi direttamente la voce biografica; le modifiche saranno visibili in questa lista entro pochi giorni. Per chiarimenti vedi il progetto biografie. La lista contiene solo le 77 persone che sono citate nell'enciclopedia e per le quali è stato implementato correttamente il template Bio. Pagina aggiornata al 31 ago 2024. |

## Gennaio(2)
- 5 gennaio - Edward Corbet, religioso inglese (n. 1602)
- 16 gennaio - Cornelis de Visscher II, incisore, disegnatore e pittore olandese (n. 1628)

## Febbraio(3)
- 22 febbraio - Iñigo Vélez de Guevara, diplomatico spagnolo (n. 1597)
- 27 febbraio - Adolfo Federico I di Meclemburgo-Schwerin, nobile tedesco (n. 1588)
- 28 febbraio - Kaya Sultan, principessa ottomana

## Marzo(5)
- 6 marzo - Giovanni Serafino Bona, scrittore croato
- 17 marzo - Diego La Matina, religioso italiano (n. 1622)
- 25 marzo - Ermanno IV d'Assia-Rotenburg,  tedesco (n. 1607)
- 28 marzo - Marcantonio Bragadin, cardinale e vescovo cattolico italiano
- 29 marzo - Bertuccio Valier, politico e diplomatico italiano (n. 1596)

## Aprile(5)
- 7 aprile - Juan Eusebio Nieremberg, scrittore spagnolo (n. 1595)
- 19 aprile - Kirsten Munk, nobildonna danese (n. 1598)
- 19 aprile - Robert Rich, II conte di Warwick, militare e ammiraglio inglese (n. 1587)
- 24 aprile - Francesco Maria Richini, architetto italiano (n. 1584)
- 29 aprile - John Cleveland, poeta inglese (n. 1613)

## Giugno(5)
- 7 giugno - Władysław Gonzaga Myszkowski, nobile, politico e militare polacco
- 7 giugno - Domenico Pugliani, pittore italiano (n. 1589)
- 11 giugno - Domenico Carpinoni, pittore italiano (n. 1566)
- 18 giugno - Louis Cappel, presbitero e umanista francese (n. 1585)
- 27 giugno - Ercole Gennari, pittore italiano (n. 1597)

## Luglio(6)
- 2 luglio - Louis Chantereau Le Fèvre, scrittore e storico francese (n. 1588)
- 7 luglio - Adriaen van Nieulandt, pittore e incisore olandese
- 8 luglio - Date Hidemune, militare giapponese (n. 1591)
- 15 luglio - Lorenzo Ramírez de Prado, umanista, politico e scrittore spagnolo (n. 1583)
- 18 luglio - Álvaro Semedo, gesuita portoghese
- 22 luglio - Federico di Schleswig-Holstein-Sonderburg-Norburg, nobile danese (n. 1581)

## Agosto(4)
- 5 agosto - Gundacaro del Liechtenstein, principe, militare e diplomatico (n. 1580)
- 8 agosto - Gioacchino Ernesto di Oettingen-Oettingen, nobile tedesco (n. 1612)
- 10 agosto - Date Tadamune, militare giapponese (n. 1600)
- 13 agosto - Gerolamo Felice Lodron, nobile italiano (n. 1580)

## Settembre(7)
- 1º settembre - Francesco Lucio, compositore e organista italiano
- 3 settembre - Oliver Cromwell, generale e politico inglese (n. 1599)
- 5 settembre - Carlo Ridolfi, pittore e scrittore italiano (n. 1594)
- 17 settembre - Georg Philipp Harsdörffer, poeta, letterato e traduttore tedesco (n. 1607)
- 23 settembre - Carlo Buzzi, architetto italiano
- 26 settembre - Francisco de Borja y Aragón, scrittore spagnolo (n. 1581)
- 26 settembre - Mario II Sforza di Santa Fiora, nobile italiano (n. 1594)

## Ottobre(4)
- 14 ottobre - Francesco I d'Este, nobile italiano (n. 1610)
- 22 ottobre - Charles Bouvard, medico, chirurgo e chimico francese (n. 1572)
- 23 ottobre - Thomas Pride, militare inglese
- 28 ottobre - José de Villaviciosa, scrittore spagnolo (n. 1589)

## Novembre(10)
- 6 novembre - Pieter de Bloot, pittore olandese (n. 1601)
- 6 novembre - Cristóbal de la Cerda y Sotomayor, avvocato e funzionario spagnolo
- 6 novembre - Pierre du Ryer, drammaturgo francese (n. 1605)
- 7 novembre - Maeda Toshitsune, militare giapponese (n. 1594)
- 8 novembre - Witte de With, ammiraglio olandese (n. 1599)
- 12 novembre - Rodrigo Ponce de León, nobile spagnolo (n. 1602)
- 12 novembre - Sanada Nobuyuki, militare giapponese (n. 1566)
- 15 novembre - Jacob van Reefsen, pastore protestante olandese (n. 1586)
- 22 novembre - Abraham van Cuylenborch, pittore e disegnatore olandese (n. 1620)
- 26 novembre - Francesco Enrico di Sassonia-Lauenburg, nobile tedesco (n. 1604)

## Dicembre(3)
- 6 dicembre - Baltasar Gracián, gesuita, scrittore e filosofo spagnolo (n. 1601)
- 11 dicembre - Ulrik Christian Gyldenløve, generale danese (n. 1630)
- 15 dicembre - Carlo Emanuele Madruzzo, vescovo cattolico italiano (n. 1599)

## Senza giorno specificato(23)
- Bartolomeo Avanzini, architetto italiano (n. 1608)
- Francesco Bianchi Buonavita, pittore italiano (n. 1593)
- Clemente Bocciardo, pittore italiano (n. 1620)
- Marcantonio II Borghese, nobile italiano (n. 1601)
- David Carnegie, I conte di Southesk, nobile scozzese (n. 1575)
- Rostom di Cartalia, re (n. 1565)
- Abraham Casembroot, pittore, incisore e architetto fiammingo
- Francis Cleyn, pittore, disegnatore e incisore tedesco (n. 1582)
- Theophilus Eaton, funzionario britannico (n. 1590)
- Simon Guillain, scultore francese (n. 1581)
- Hon'inbō San'etsu, goista giapponese (n. 1611)
- Willem Hondius, incisore, editore e cartografo olandese (n. 1598)
- Pier Paolo Jacometti, scultore italiano
- Antoine Le Maistre, giurista francese (n. 1608)
- Gerolamo Lodron, condottiero italiano
- Paulus Pontius, incisore fiammingo (n. 1603)
- Antonio Raposo Tavares, esploratore portoghese (n. 1598)
- Bernardino Savelli, II principe di Albano, principe italiano (n. 1606)
- Jacopo Sigoni, medico, religioso e storiografo italiano (n. 1579)
- Enea Spennazzi, vescovo cattolico italiano
- Giovan Battista Spinelli, pittore italiano (n. 1613)
- Lucy Walter,  britannica
- Solakzade Mehmed Hemdemi, storico e compositore ottomano (n. 1592)